# Cybaeus okayamaensis
Espèce
Cybaeus okayamaensis est une espèce d'araignées aranéomorphes de la famille des Cybaeidae.

## Distribution
Cette espèce est endémique de la préfecture d'Okayama sur Honshū au Japon,.

## Description
Le mâle holotype mesure 3,2 mm et la femelle paratype mesure 3,1 mm.

## Étymologie
Son nom d'espèce, composé de okayama et du suffixe latin -ensis, « qui vit dans, qui habite », lui a été donné en référence au lieu de sa découverte, la préfecture d'Okayama.

## Publication originale
- Ihara, 1993 : Five new small-sized species of the genus Cybaeus (Araneae: Cybaeidae) from the Chugoku District, Honshu, Japan. Acta Arachnologica, vol. 42, no 2, p. 115-127 (texte intégral).